# Boys Love
Boys Love (ボーイズ ラブ Bōizu Rabu?) es una película japonesa dirigida por Kōtarō Terauchi y estrenada el 24 de noviembre de 2006. Narra la historia de un editor de revistas que conoce y entrevista a un joven modelo, y posteriormente se siente atraído por este. Su amor, sin embargo, será uno prohibido. La película también ha sido adaptada a un manga homónimo por Kaim Tachibana. Debido al éxito comercial del filme, al año siguiente se lanzó una secuela titulada Boys Love Gekijōban, pero con trama y diferentes actores. A diferencia de su predecesora, Boys Love Gekijōban si fue estrenada en cines y no lanzada únicamente en DVD.

## Argumento
Durante un reportaje para una revista, el editor Taishin Mamiya (Yoshikazu Kotani) entrevista al joven modelo Noeru Kisaragi (Takumi Saitō). A pesar de la mala actitud que Noeru tiene con él, Mamiya queda cautivado por una pintura que este dibujó y le invita a cenar. Una vez en el restaurante Mamiya se excusa al baño, lo que conduce a que Noeru lo siga y posteriormente se le incite sexualmente. A la mañana siguiente, el representante de Noeru llama a la oficina de Mamiya diciendo que este había sido grosero con él y le exige que vaya a disculparse. Cuando Mamiya arriba a casa de Noeru para pedirle disculpas, encuentra al joven en una situación comprometedora con un hombre mayor. Es entonces cuando Mamiya se da cuenta de que su interés por Noeru va más allá de lo meramente periodístico; realmente quiere saber más sobre él. 

## Reparto
- Takumi Saitō como Noeru Kisaragi
- Yoshikazu Kotani como Taishin Mamiya
- Hiroya Matsumoto como Chidori Furumura
- Masashi Taniguchi como Kōsuke

## Manga
La película ha sido adaptada a un manga homónimo por la mangaka Kaim Tachibana, lanzado en 2007.